# Empire d'Ife
c. 1200 – 1420
(environ 2 siècles)
Entités suivantes :
- Empire d'Oyo
- Royaume du Bénin
- Royaume d'Ijebu

L'Empire Ife est le premier empire de l'histoire des Yorubas,. Il a été fondé dans la région historique du sud-ouest du Nigeria et de l'est du Bénin actuels. Une période classique commençant entre 1000 et 1420 de notre ère a marqué l'âge de ses œuvres d'art sophistiquées les plus connues. Bien que le yoruba soit la langue principale de l'empire, il existait également divers dialectes et langues parlés. Son ascension au pouvoir s’est faite grâce au commerce avec les États sahéliens et forestiers. Sa capitale, Ilé-Ife, était l'un des plus grands centres urbains de l'Afrique de l'Ouest au XIVe siècle.

## Formation et histoire primitive
La région d'Ife a commencé comme un petit ensemble de sociétés de maisons au milieu du premier millénaire avant notre ère qui, au fil du temps, sont devenues des « méga-maisons », ou mini-États, en raison de la concurrence pour les ressources. Au fil du temps, à mesure que la gestion des ressources, de la population et des conflits offrait des opportunités pour de nouvelles structures organisationnelles, plusieurs méga-maisons ont commencé à s’organiser en associations de type confédération. La plus importante d'entre elles était la « confédération » d'Ife (Ilé-Ifè en yoruba). Les conflits autour des ressources ont cependant continué, exacerbés par l’aridité et la croissance démographique.

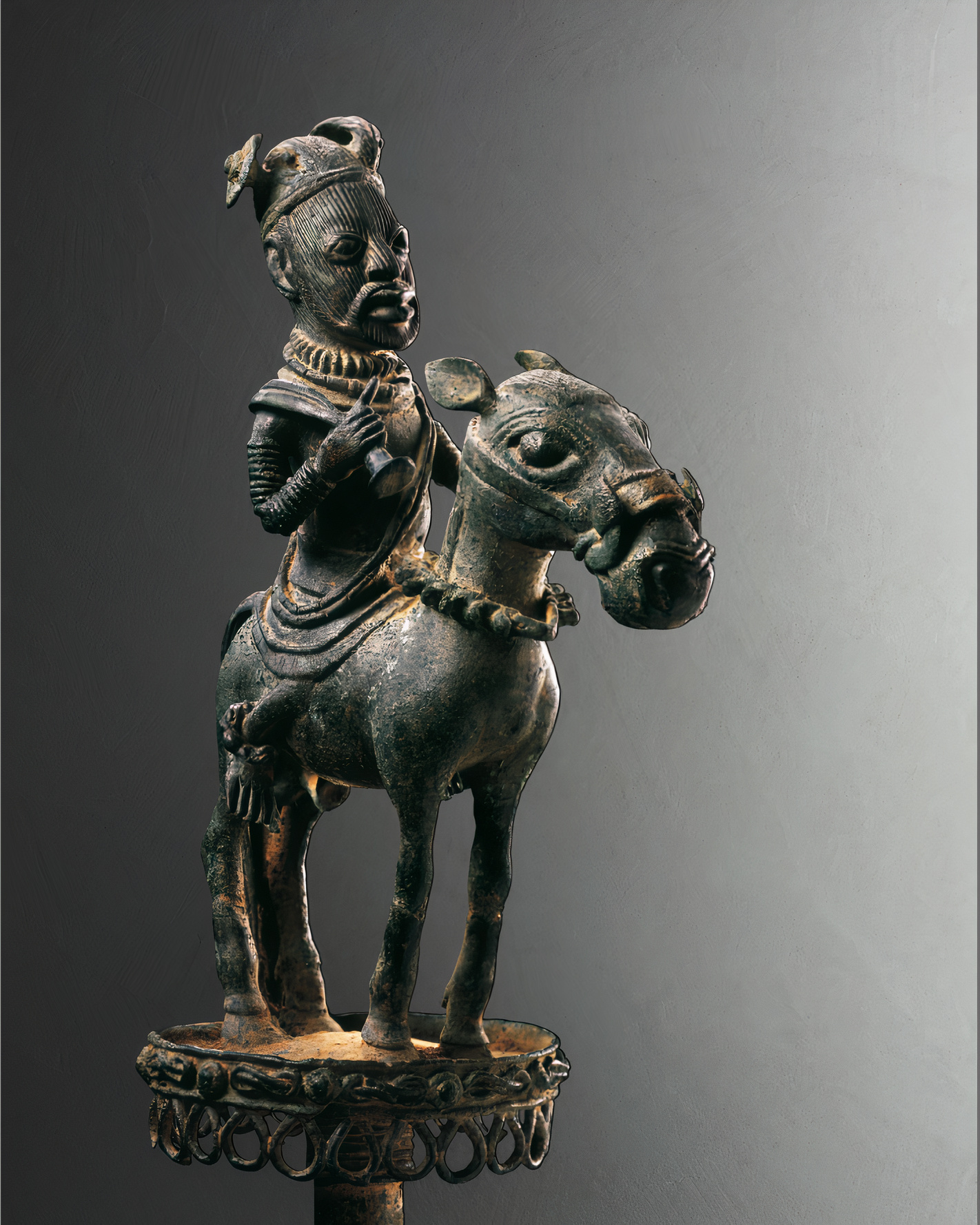
Sceptre en alliage de cuivre avec une figure équestre d'un roi ou d'un noble de haut rang d'Ife. Datant du de notre ère. Les stries faciales verticales qui caractérisent l'art primitif sont évidentes.

Au cours de ces conflits, un groupe de personnes dirigé par un chef nommé Odùduwà a émergé, qui venait très probablement d'Oke Ora, une colonie au sommet d'une colline à l'est, et a construit un grand mur d'enceinte entre le Xe et le XIe siècle. Mesurant environ 7 km de circonférence et 2,3 km de diamètre, ce mur allait bientôt devenir le centre urbain central d'Ilé-Ifè. La construction du mur a conduit à un conflit massif entre le groupe Odùduwà et une autre méga-maison (constituée de la population indigène d'origine d'Ilé-Ifè), dirigée par un homme nommé Obatálá. Le groupe Odùduwà a fini par gagner le conflit.
Des dirigeants tels qu'Odùduwà et Obatálá seront plus tard déifiés après leur mort, devenant ainsi des membres essentiels du panthéon des divinités de la religion traditionnelle yoruba.

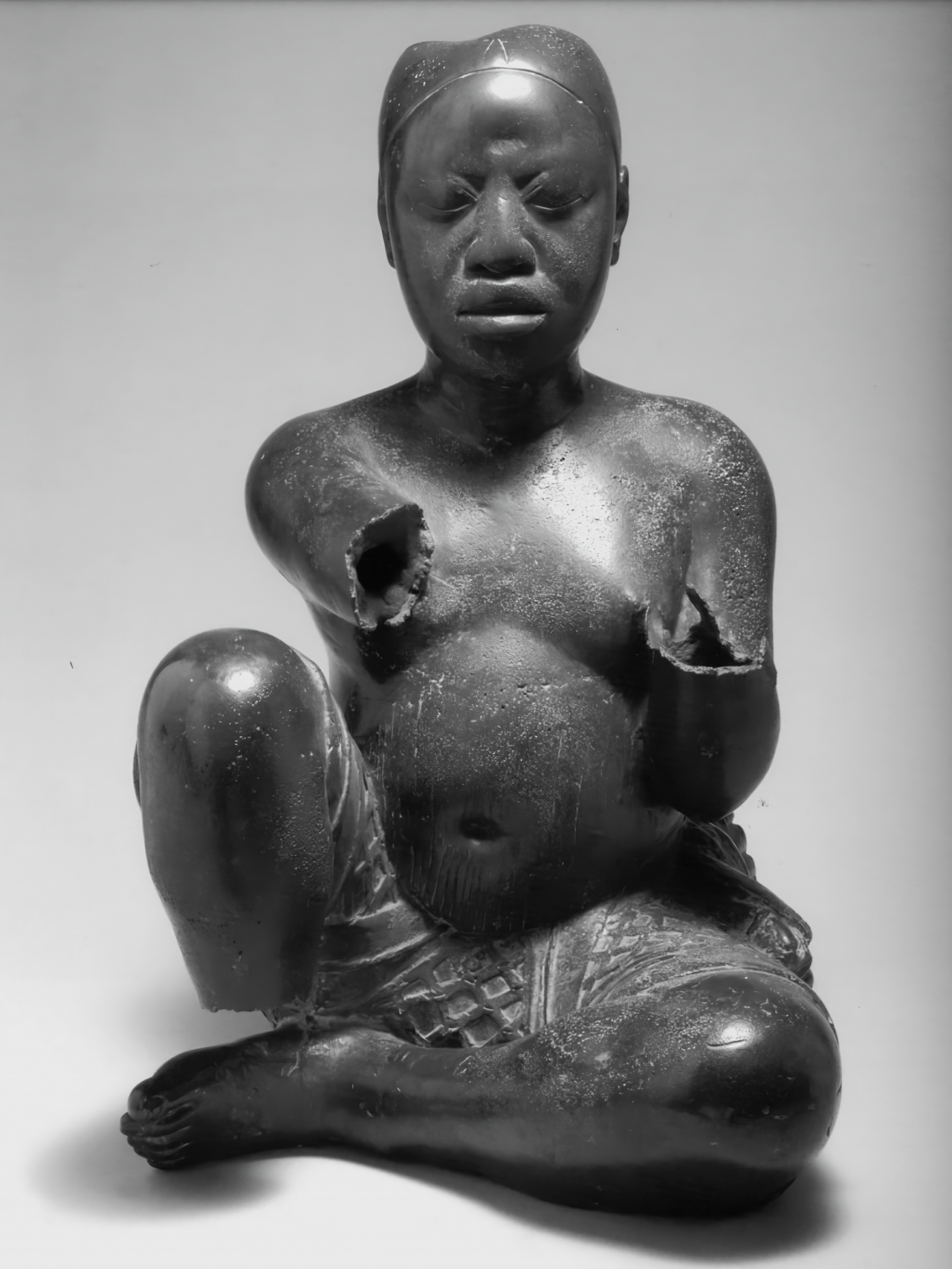
Statue d'Ife en cuivre du.

Selon les traditions orales, une conférence eut lieu bientôt à Ita Ijero, une ville d'Ilé-Ifè, à la suite du triomphe du groupe Odùduwà dans le conflit Obatálá-Odùduwà. À la fin de la conférence, chacun des princes (princes signifiant ici les membres du groupe) présents est parti établir son propre royaume comme Bénin et Oyo, avec la promesse qu'ils resteraient tous en contact en tant que frères et sœurs et se soutiendraient mutuellement en cas de difficulté.
Le Bénin, l'un des royaumes sous Ife, fut placé sous la domination d'Ife lorsque Ọranyan, un prince yoruba, fut invité par les faiseurs de rois du Bénin à renverser l'ancienne dynastie régnante du Bénin, la dynastie Ogiso (en), et à en établir une nouvelle, la dynastie Oba. Les spécialistes modernes situent cet événement entre environ 1200 et environ 1250. C'est sous Ọranyan que le pays reçut un nouveau nom : Ile-Ibinu (de son ancien nom d'Igodomigodo (en)), qui sera plus tard corrompu en « Bénin ».

## Période classique (1000–1420 après J.-C.)
Une fois le conflit Obatálá-Odùduwà terminé, une nouvelle ère a commencé, connue sous le nom de période classique. Le résultat sociopolitique de l’instabilité qui a suivi a été qualitativement différent de celui de la période précédente. Les caractéristiques de la période classique comprennent le développement d’une capitale urbaine avec des remblais concentriques. L'art yoruba se développe aussi avec des sculptures grandeur nature en terre cuite, en cuivre ou en laiton, au naturalisme détaillé et idéalisé.
La spécialisation artisanale définissait la vie économique quotidienne dans laquelle la production d'objets artisanaux de grande valeur, comme la production de perles de verre, occupait une place prépondérante. Ife s'est développé pour avoir une industrie métallurgique robuste, produisant du fer de haute qualité et de l'acier.
À mesure que la population augmentait, un deuxième mur fut construit dans la capitale Ilé-Ife au cours du XIIIe siècle et la construction et le pavage de plusieurs routes principales commencèrent également. La présence de tessons de poterie dans pratiquement toutes les parties de la zone à l'intérieur des murs intérieurs et extérieurs et au-delà indique que la ville était densément peuplée. On estime que la ville d'Ilé-Ifè comptait entre 70 000 et 105 000 habitants au milieu du XIVe siècle.
L'importance d'Ife grandit à tel point qu'elle fut peut-être même mentionnée sur une carte commerciale catalane de 1375 connue sous le nom d'Atlas catalan, et dans le Libro del Conoscimiento sous le nom de Rey de Organa ou Royaume d'Organa. Le nom Organa fait allusion au titre de la première dynastie des dirigeants d'Ife, c'est-à-dire Ógáne (Óghéné, Ógéne̩). Le même nom est mentionné dans un récit portugais des années 1480 à propos d'un dirigeant de l'intérieur qui a joué un rôle central dans les intronisations royales du Bénin.
À son apogée au XIVe siècle, l'Empire d'Ife s'étendait sur environ trois cents kilomètres ou cent quatre-vingt-six milles et englobait Owu (en), Jebba (en), Tada et Oyo (en) au nord et Ijebu au sud. Cependant, l'influence culturelle d'Ife s'est étendue vers l'ouest jusqu'au sud-ouest du Togo.
Au fur et à mesure que Ife s'est développé, il est devenu plus diversifié sur le plan ethnique, les parties nord d'Ife autour du fleuve Niger et à Oyo ayant plusieurs autres groupes ethniques vivant avec les Yorubas ; les Nupe, les Ìbàrìbá et divers peuples Songhaï dont les Zarmas étaient les plus importants. Ces différents groupes ethniques ont tous migré vers Ife pour des opportunités commerciales et d’exploitation des ressources. Les Zarmas, étaient les principaux transporteurs de marchandises yoruba au Sahel pendant la période classique et ont montré une bonne influence politique et religieuse.

### Commerce

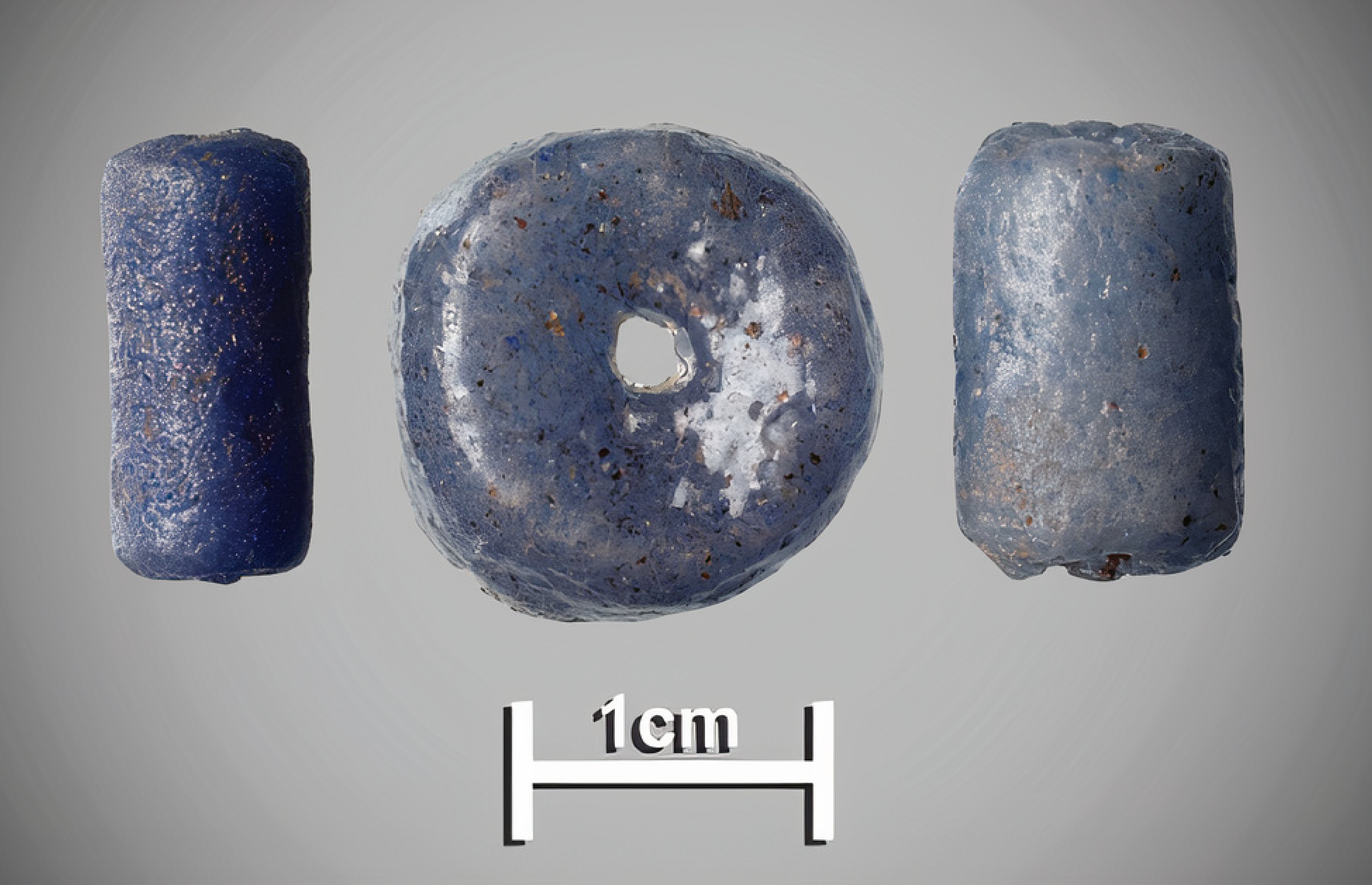
Perle segi en verre d'Ile-Ifè.

L'empire d'Ife était l'un des plus anciens empires commerciaux d'Afrique de l'Ouest et l'un des premiers partenaires du commerce transsaharien. L'une des premières routes commerciales d'Ife remontait le Niger jusqu'à Gao, et elle est devenue active dès le IXe siècle.
Les perles de verre étaient l’un des articles les plus recherchés en Afrique de l’Ouest à cette époque et Ife avait un quasi-monopole sur ce marché. Ife était probablement le troisième endroit au monde où le verre a été inventé par les autochtones. Des perles de verre dichroïques d'Ilé-Ifè ont été trouvées à Tié au Tchad, Kissi au Burkina Faso, Diouboye au Sénégal, Gao Ancien, Essouk au Mali et Koumbi Saleh en Mauritanie, toutes dans des contextes du XIIe au XIVe siècle. Ilé-Ifè était le seul centre industriel connu pour la production de verre HLHA. Les perles de verre étaient utilisées comme monnaie d'échange à Ife, et les cordes et autres mesures standard de perles Segi étaient utilisées pour acheter des produits et des services de grande valeur.
La renommée d'Ife se répandit au loin ; en 1352, Ibn Battuta fut informé lors de sa visite au Mali de l'existence d'un puissant royaume païen noir au sud appelé Yufi, qu'il décrivit comme « l'un des pays les plus considérables du Soudan, et leur sultan, l'un des plus grands sultans ». Il poursuit en qualifiant Yufi de pays dans lequel « aucun homme blanc ne peut entrer... parce que les nègres le tueront avant son arrivée », « Homme blanc » désignant probablement les Arabes ou les Berbères. Ife était presque certainement Yufi, écrit Akinwumi Ogundiran. Il continue :

« Au milieu du XIVe siècle, Ilé-Ifè était le plus grand centre urbain, le plus grand emporium et l'entité la plus riche de la ceinture de forêts pluviales d'Afrique de l'Ouest au sud du fleuve Niger, avec plus de deux siècles de contacts commerciaux avec le Soudan occidental. Rien que pour ces faits, c'est la ville qui correspond le mieux au Yufi d'Ibn Battuta. De plus, d'un point de vue linguistique, Yufi est un Mandé ou une translittération arabe de "Ufè", le nom propre de "Ifè" dans un dialecte du centre du Yorùbá. »

La Route des Perles est le nom donné par Akinwumi Ogundiran à la route commerciale qui s'étendait d'Ilé-Ifè à la région de Moshi-Niger et jusqu'à la boucle du Niger dans l'actuel Mali. Une autre mention possible d'Ife est contenue dans les archives des érudits arabes du XIe au XIVe siècle qui révèlent un commerce de perles de verre dichroïques bleues d'Afrique de l'Ouest. Les articles échangés à Ife étaient du cuivre et du sel du Sahara, de la soie méditerranéenne et chinoise et d'autres matériaux d'habillement, qui entraient dans la région en provenance de l'autre côté du Niger au XIe au XIIe siècle. En échange, Ife échangeait divers produits de la forêt tropicale, parmi lesquels les perles de verre et l'ivoire étaient les plus prisés.
Ife faisait probablement également partie du commerce de la soie sur la route de la soie entre le XIIe et le XVe siècle, avec des routes commerciales longue distance allant jusqu'à la Nubie depuis le Kanem-Bornou au cours des années 1300. La preuve en est les motifs de croix copte (en) trouvés sur des objets, des sites funéraires et des statues dans la région de l'Empire d'Ife. Les contextes rituels historiques d'Ife suggèrent également un possible contact précoce avec les chrétiens coptes par le biais d'échanges commerciaux à longue distance. Il existe probablement aussi des insignes d'Ife modelés sur un ancien anneau de bouclier nubien qui a probablement atteint la région entre le XIIe et le XVe siècle grâce au commerce.
Des preuves montrent également que, durant la période d'Ife, le pays Yoruba était impliqué dans le commerce avec le sud-ouest du Cameroun.

### Agriculture
Des découvertes archéologiques récentes ont apporté de nouvelles informations sur les cultures cultivées et les réseaux commerciaux qui ont influencé les pratiques agricoles dans la région. Les fouilles ont révélé une variété de restes végétaux. Les principales cultures identifiées comprennent le niébé, le gombo, l'huile de palme, le mil perlé, le sorgho, le coton et le blé.
Les vestiges de coton remontent aux XIe – XIIe siècle, marquant la première utilisation connue de cette culture au sud du Sahara. La présence de coton suggère une industrie textile importante dans l’ancienne Ife. Les restes de blé remontent aux XIIIe – XIVe siècles. Cette culture tempérée, inadaptée au climat humide de la région, a probablement été introduite par le biais du commerce. La grande collection de restes de blé découverte sur le site est la plus vaste d'Afrique subsaharienne. La présence restreinte du blé suggère qu'il s'agissait d'une culture spécialisée, probablement consommée par les élites ou les individus impliqués dans le commerce. Le blé est probablement arrivé à Ife par les routes commerciales transsahariennes, ce qui souligne l'intégration de la région dans des réseaux commerciaux plus larges. On élevait également du bétail, comme des moutons et des chèvres.

### Architecture

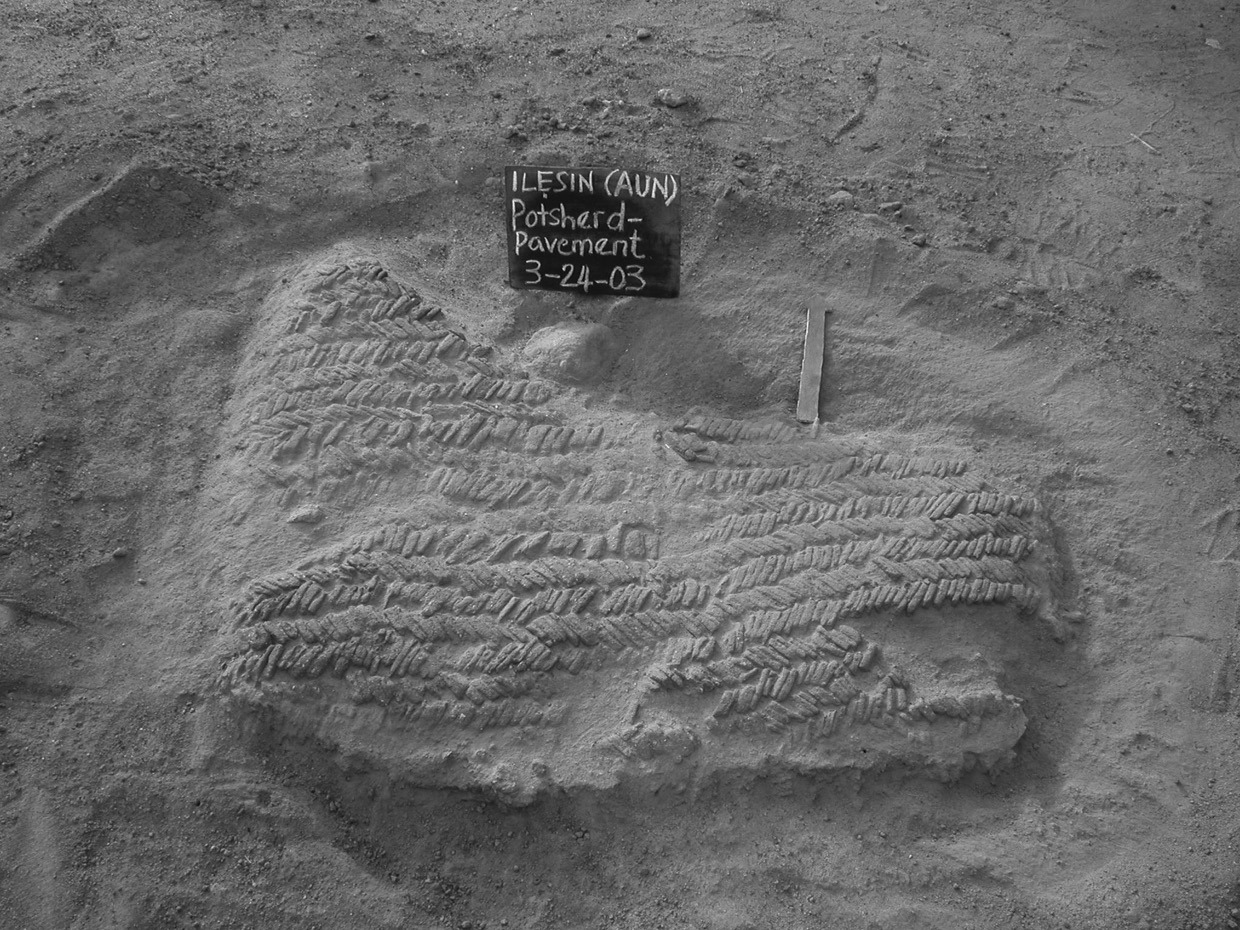
Vestiges des pavements d'Ife.

Les sols étaient pavés de carreaux de poterie, de carreaux de céramique et de pavés. Les murs et les colonnes des bâtiments d'élite étaient décorés de disques en céramique,. La plupart des carreaux de poterie étaient disposés linéairement en motifs à chevrons, et les tessons colorés étaient disposés en mosaïques géométriques. Il semble qu'entre le XIIIe et le XIVe siècle, les pavés en tessons de poterie soient devenus un style architectural pan-régional et que presque tous les États de l'Empire d'Ife aient eu des sols pavés, même jusqu'au Togo actuel. Leo Frobenius, un archéologue du XXe siècle qui a visité le Nigéria, a également noté que les fondations des bâtiments historiques d'Ile-Ife étaient construites en briques cuites. Au début du XXe siècle, a-t-il déclaré, l'architecture d'Ife a considérablement régressé par rapport à ce qu'elle avait atteint dans l'Antiquité. La capitale Ile-Ifè était entourée de deux murs concentriques, d'environ 4,5 m de haut et 1,8 m d'épaisseur. Des vestiges d'impluvium, pavés de tessons de poterie et de pierre de quartz, ont été révélés par des travaux archéologiques. Les impluviums étaient drainés par des tuyaux en argile ou en pierre meulière sous le sol.

### Histoire militaire
Ife n'était pas aussi impérialiste que beaucoup d'autres empires et a étendu son influence principalement grâce à sa supériorité culturelle, religieuse et économique sur les autres États yoruba. Il est possible qu'il ait eu une certaine forme de caractère militaire et qu'il ait probablement été impliqué dans quelques conflits armés.
L'une des provinces les plus septentrionales d'Ife, Owu (en), contrôlait le commerce reliant le reste d'Ife et l'ouest du Soudan, où les perles de verre d'Ifè passaient dans la vallée du Niger moyen. Avec le contrôle du commerce et des bénéfices, ils commencèrent à acheter des chevaux aux Wasangari, aux Mossi, aux Mandés (en) et aux Songhaïs au début du XIVe siècle et devinrent le premier État de cavalerie à Ife. Le nouveau pouvoir d'Owu s'est rapidement étendu avec l'utilisation de la cavalerie et Òwu a commencé à saper les intérêts commerciaux et politiques d'Ifè, et a finalement déclaré la guerre à Ife, déclenchant une guerre civile.
Des preuves montrent également qu’Ife était probablement confronté à l’expansion islamique au cours du XIVe siècle. Un groupe de gravures rupestres découvert à environ 15 km au sud d'Ife montre des images sculptées comprenant des mains tenant une épée, des bras liés, un homme décapité, une autre épée, deux groupes de lances, une tortue, un serpent, ce qui semble être un léopard et un tableau de prière musulman. La sculpture semble représenter une bataille. Étant donné que la sculpture montre des animaux liés à Obatala et un tableau de prière musulman, cela implique probablement que la bataille qui a eu lieu impliquait des personnes de religions locales et étrangères (Islam). La bataille paraît d’autant plus importante compte tenu de l’intérêt manifesté pour en apporter la preuve. Le tableau de prière musulman apporte la preuve que les guerres qui se déroulaient dans la région d'Ife, comme dans les régions du nord et de l'est à cette époque (du Tchad moderne au Mali), impliquaient les populations locales en contestation avec les troupes islamiques.
Les sculptures donnent un aperçu de ce à quoi ressemblait l'armée de l'empire d'Ife au XIVe siècle. Ils étaient équipés d'une gamme d'équipements et d'armes. Une sculpture en cuivre de l'île de Jebba représente un archer portant une tunique blindée en cuir laminé, une poignée de couteau fixée sur le devant de la tunique, ainsi qu'un carquois et un bâton de jet sur le dos. L'armure est similaire à la cotte de mailles portée par les populations de Bornu.
Les représentations d’armes dans l’art d’Ife suggèrent des changements historiques dans les formes d’armement à cette époque. Des couteaux et des fourreaux de style haoussa auraient été trouvés à Ita Yemoo, un site d'Ile-Ifè. Cela peut être lié aux traditions orales selon lesquelles les forces d'Oranmiyan qui ont donné naissance à sa nouvelle dynastie auraient utilisé de nouvelles formes d'armes telles que des couteaux de combat en métal à longue lame.

### Déclin
De nombreux facteurs ont conduit à la disparition définitive d'Ife en 1420. Il s'agit notamment de longues périodes de sécheresse qui ont débuté vers 1380 en Afrique de l'Ouest, de troubles politiques au Soudan occidental comme l'effondrement de l'Empire du Mali, d'une crise interne au sein de l'Empire d'Ife et d'une épidémie qui était très probablement la variole ou la peste noire.